# 久世通章

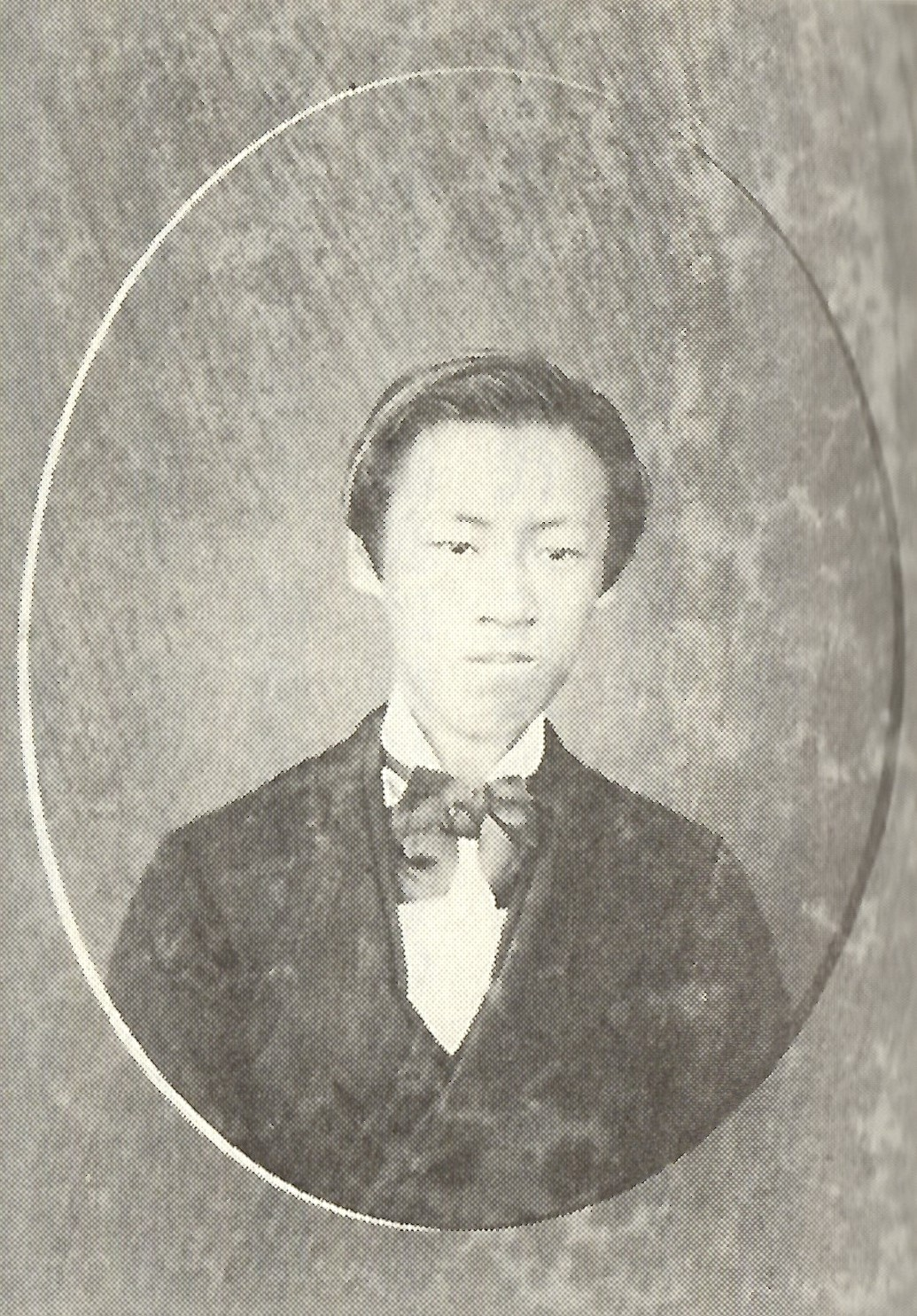
久世通章

久世 通章（くぜ みちふみ、みちあき）は、幕末の公家、明治から大正期の政治家・宮内官・華族。貴族院子爵議員。

## 経歴
山城国京都で参議・久世通煕の長男として生まれる。万延2年1月（1861年12-3月）従五位下に叙され、慶応2年11月（1866年12月）に元服し昇殿を許された。父の隠居に伴い、1875年12月21日に家督を継承。1884年7月8日、子爵を叙爵した。
1876年12月、淑子内親王家祗候に就任。その後、太政官六等属、京都上京区域内学事名誉委員などを務めた。
1890年（明治23年）7月10月、貴族院子爵議員に選出され、1904年（明治37年）7月10日まで二期在任した。同年、京都生命保険の社長に就任。
1892年（明治25年）3月、京都市会議員選挙に上京区三級選挙区から出馬して当選し、内国勧業博覧会と平安遷都紀念祭の開催、京鶴鉄道の推進に尽力した。
貴族院議員任期満了後、大喪使祭官、大礼使典儀官を務め、1916年（大正5年）2月29日、殿掌に就任し、儀式や祭礼、有職故実、衣紋道などの分野で活躍した。また、蹴鞠の保存と継承に尽くし、蹴鞠保存会会長を務めた。
1938年（昭和13年）5月21日に隠居し、同年7月1日、二男・章業が子爵を襲爵した。

## 著作
- 『有職衣紋写真図解』竜谷大学国文学会、1927年。
- 『蹴鞠』大日本蹴鞠会、1938年。

## 家系
父母
- 父：久世通煕
- 母：家女房[13]

配偶
- 先妻：静子（やすこ、岩倉具視三女、離縁）[1]
- 後妻：田鶴（たづ、清水又兵衛長女、滋賀県出身）[1]

子女
先妻との子女
- 長男：久世通志（1881-1907）[1]

後妻との子女
- 長女：三千子（山川黙夫人、1892-1965）[1]
- 二男：久世章信（1893-不明）[1]
- 三男：久世章業（1898年5月-1976、子爵、金刀比羅宮宮司）[1]

章業の家族
- 貞子（1906-1969、妻、野口五平治の娘。）
  - 富佐子（1929-、長女）[1]
  - 久世業総（1935-、長男）[1]
    - 建子（1940、業総妻、吉川治良左衛門の娘。）
      - 久世昌由（1968-、業総長男）[1]
      - 久世通由（1970-、業総次男）[1]

  - 富美子（1938-、次女）[1]
  - 典子（1940-、三女）[1]
  - 久世業通（1943-、次男）[1]